# United Aircraft Corporation
JSC United Aircraft Corporation (UAC) (russisk: Объединённая Авиастроительная Корпорация, Obyedinyonnaya Aviastroitelnaya Korporatsiya (OAK)) er et russisk børsnoteret aktieselskab, hvori den russiske stat er hovedaktionær. Selskabet er moderselskab for russiske virksomheder, der driver virksomhed med udvikling, fremstilling og salg af militære og civile fly. Selskabet har hovedkvarter i Krasnoselskij, Centrale administrative okrug, Moskva.

## Historie
UAC blev grundlagt den 20 februar 2006 ved et dekret udstedt af Ruslands præsident Vladimir Putin. I oktober 2007 og i 2008 blev foretaget en række kapitalforhøjelser i selskabet Den russiske stat beholdt dog aktiemajoriteten i selskabet og besidder pr. januar 2015 80,29% af kapitalen. Den nuværende aktiekapital udgør 174,61 mia. russiske rubler.
I december 2007 oplyste Ruslands næststørste (og statsejede) bank Vneshtorgbank (VTB), at banken ville sælge sin 5% andel i UAC til det europæiske EADS (i dag Airbus Group). VTB solgte senere samme måned sin ejerandel i EADS til en anden statsejet russisk bank (VEB).
United Aircraft Corporation er blevet kaldt en af de russiske "nationale mestre", en betegnelse for store selskaber, der forventes ikke blot at opnå overskud, men også at fremme nationens interesser.

## Produktion
UAC vil gennemføre syv projekter, som den russiske flyindustri havde planlagt ved sammenlægningen, herunder projektet Sukhoj Superjet 100 og fremstillingen af et nyt mellemdistance passagerfly Irkut MC-21 (udviklet af Irkut, Iljusjin and Tupolev).
I 2013 producerede UAC 123 fly, herunder flere passagerfly og militærfly til Ruslands luftvåben. Omsætningen i 2013 udgjorde 220 mia. rubler.

## Selskabsstruktur
Selskabets bestyrelse udgøres af en række repræsentanter for den russiske stat og russiske statsvirksomheder. Tidligere russisk forsvarminister og vice-premierminister Sergej Ivanov har været formand for selskabet. Pr. januar 2015 er selskabets bestyrelsesformand Vladimir Dmitriev, der også er formand for den russiske investeringsbank Vnesheconombank. Direktør er Sluysar Juri.
UAC ejer en række selskaber indenfor russisk flyindustri, herunder Irkut Mikojan, Sukhoj, Iljusjin, Tupolev, Beriev og Jakolev. Den usbekiske producent Tashkent Aviation (tidligere TAPO) er ligeledes optaget i UAC.

## Nuværende produkter
UAC' produkter omfatter:

### Civile fly
- Iljusjin Il-114
- Iljusjin Il-96
- Irkut MC-21
- Sukhoj Superjet 100
- Sukhoj Superjet 130
- Sukhoj Su-80
- Tupolev Tu-204

### Fragtfly
- Ilyushin Il-114T
- Ilyushin Il-96-400T
- Irkut Multirole Transport Aircraft
- Tupolev Tu-204C

### Specialfly
- Beriev Be-200

### Militærfly
- Iljusjin Il-76
  - Iljusjin Il-78
- Mikojan MiG-29
  - Mikojan MiG-35
- Sukhoj Su-25
- Sukhoj Su-27
  - Sukhoj Su-30
  - Sukhoj Su-33
  - Sukhoj Su-34
  - Sukhoj Su-35BM
- Sukhoj T-50
- Jakolev Yak-130

## Eksterne links
- Wikimedia Commons har flere filer relateret til United Aircraft Corporation
- United Aircraft Corporation official website (engelsk)
- United Aircraft Corporation official website (russisk)